# Élément chauffant

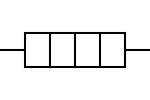
Symbole d'un élément chauffant.

Un élément chauffant est un composant électrique qui a pour rôle la production de chaleur par conversion par effet Joule du courant électrique qui le traverse. Le courant électrique passant au travers de l'élément rencontre une résistance ce qui chauffe l'élément. Contrairement à l'effet Peltier, ce processus est indépendant de la direction du courant.
Considérant que mis à part les supraconducteurs, tous les composants électriques opposent une résistance au passage du courant et produisent de ce fait de la chaleur, seuls les composants conçus pour la production de chaleur sont qualifiés d'éléments chauffants.
La plupart des éléments chauffants sont composés de nichrome, un alliage de 80 % de nickel et 20 % de chrome.

## Types d'éléments chauffants

### Métaux
Les éléments chauffants métalliques peuvent être des câbles ou des rubans, droits ou enroulés. Ils sont utilisés dans plusieurs appareils de chauffage communs comme des grille-pains et sèche-cheveux, des fours industriels, du chauffage au sol, etc. Les matériaux les plus utilisés sont :
- le nichrome : La plupart des éléments chauffants résistants sous forme de câble utilisent du nichrome 80/20 (80% nickel, 20% chrome) en câble ou ruban. Le nichrome 80/20 est un matériau idéal, car il a une résistivité relativement élevée et forme une surface adhérente d'oxyde de chrome lorsqu'il est chauffé pour la première fois. Le matériau sous cette couche n'oxydera pas, ce qui empêchera le câble de se briser ou de brûler.
- le Kanthal (FeCrAl) ;
- les alliages cupronickel (CuNi) pour du chauffage à basse température.

### Céramiques et semi-conducteurs
- Le disiliciure de molybdène (MoSi2), un composé intermétallique, est une céramique réfractaire principalement utilisée dans les éléments chauffants. Il a une densité moyenne, un point de fusion de 2 030 °C et est conducteur. À hautes températures, le composé produit une couche de passivation de dioxyde de silicium, le protégeant ainsi d'une oxydation davantage.
- Le carbure de silicium, est utilisé dans les allumeurs à surface chaude, qui sont des éléments chauffants conçus pour allumer des gaz inflammables, comme sur les cuisinières à gaz et certains sèche-linge.
- Le nitrure de silicium a été récemment utilisé comme allumeur à surface chaude pour les cuisinières à gaz et les bougies de préchauffage de moteurs Diesel. Ces éléments chauffants ou bougies atteignent une température maximale de 1400 °C et enflamment rapidement l'essence ou le kérosène. Ce matériau est également utilisé dans les moteurs diesel et à allumage commandé pour d'autres composants de combustion ou pièces d'usure[2].
- Éléments en céramique CTP : matériaux céramiques CTP qui sont nommés d"après leur coefficient thermique de résistance positif (c'est-à-dire que la résistance augmente lors du chauffage). Alors que la plupart des céramiques ont un coefficient négatif, ces matériaux (souvent des composites de titanate de baryum et de titanate de plomb) ont une réponse thermique fortement non-linéaire, de sorte qu'au-dessus d'une température seuil dépendant de leur composition, leur résistance s'accroît rapidement. Ce comportement fait que le matériau agit comme un élément chauffant autorégulant, car le courant passe quand il est froid et ne passe pas lorsqu'il est chaud[3]. Des couches minces de ce matériau sont utilisés dans les vêtements chauffants[4], dans les lunettes arrières dégivrantes des voitures[5], et des éléments en forme de nid d'abeille sont utilisés dans les Sèche-cheveux haut de gamme, certains radiateurs électriques et dans les poêles à pellet les plus modernes. Ces éléments chauffants peuvent atteindre des températures de 950 à 1000 °C et atteindre l'équilibre rapidement.

## Sources
1. ↑  « Heating Elements, Electric / Electrical Elements » (consulté le 8 mai 2013)
2. ↑  (en) Chris Sorrell, « Silicon Nitride (Si₃N₄) Properties and Applications », AZo Journal of Materials,‎ 6 février 2001 (ISSN 1833-122X, OCLC 939116350, lire en ligne)
3. ↑  (en) How to Specify a PTC Heater for an Oven or Similar Appliance2, coll. « Process Heating », 26 mai 2005 (ISSN 1077-5870, lire en ligne)
4. ↑  (en) Shu Fang, Rui Wang, Haisu Ni, Hao Liu et Li Liu, « A review of flexible electric heating element and electric heating garments », Journal of Industrial Textiles, vol. 51, no 15,‎ 2022, p. 1015–136S (DOI 10.1177/1528083720968278, S2CID 228936246, lire en ligne [PDF])
5. ↑  (en) Joohee Jang, Narendra S. Parmar, Won-Kook Choi et Ji-Won Choi, « Rapid Defrost Transparent Thin-Film Heater with Flexibility and Chemical Stability », ACS Applied Materials & Interfaces, vol. 12, no 34,‎ 2020, p. 38406–38414 (PMID 32698575, DOI 10.1021/acsami.0c10852, S2CID 220717357)

- (en) Cet article est partiellement ou en totalité issu de l’article de Wikipédia en anglais intitulé « Heating element » (voir la liste des auteurs).